# ماريا لويزا دويغ
ماريا لويزا دويغ (بالإسبانية: María Luisa Doig)‏ هي مبارزة بالسيف بيروفية، ولدت في 13 أغسطس 1991 في ليما في بيرو.

## وصلات خارجية
- ماريا لويزا دويغ على موقع الاتحاد الدولي للمبارزة (الإنجليزية)
- ماريا لويزا دويغ على موقع اللجنة الأولمبية الدولية (الإنجليزية)
- ماريا لويزا دويغ على موقع أوليمبيديا (الإنجليزية)